# 伊戈尔·什瓦伊卡

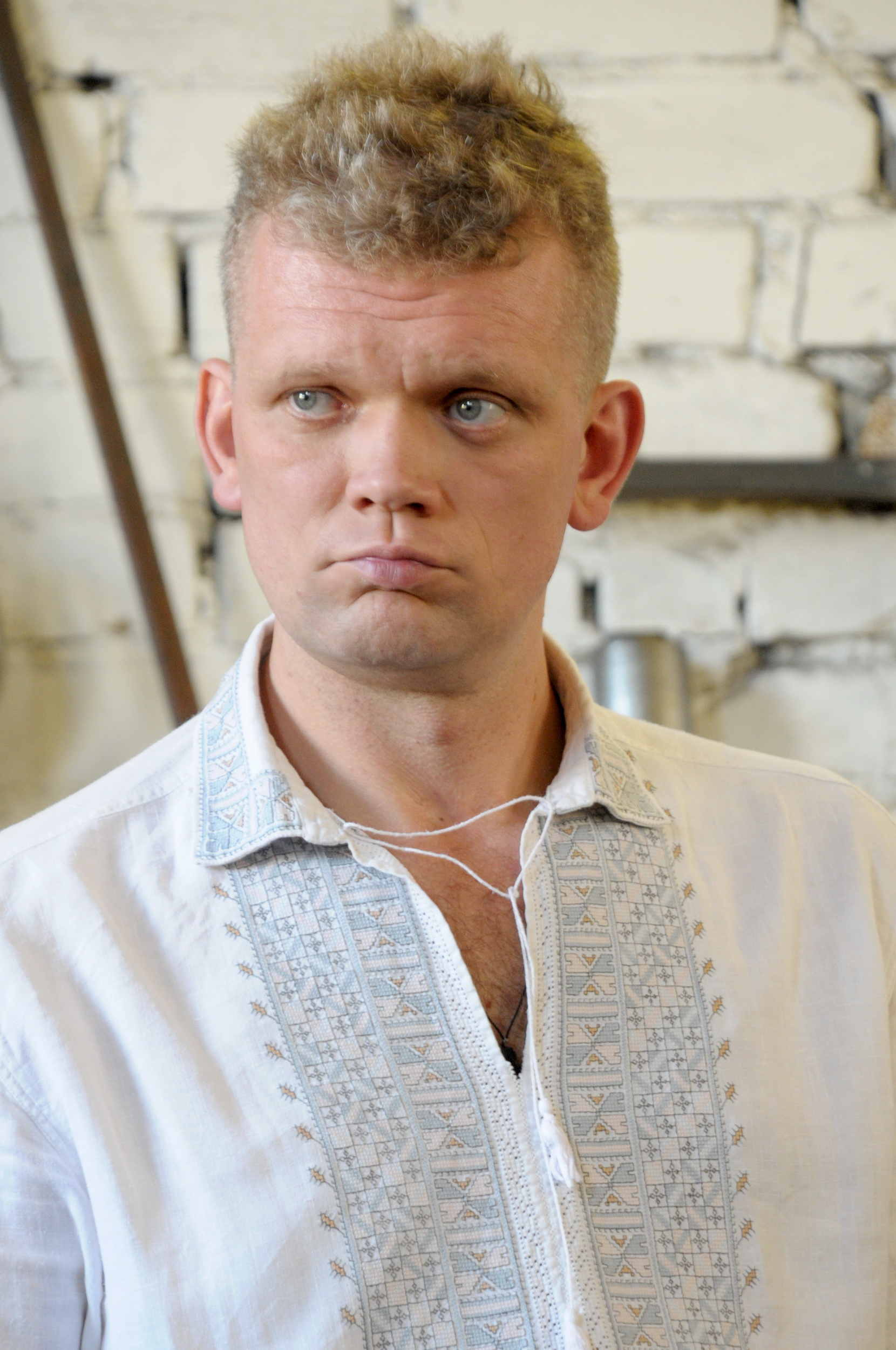
Ihor Shvaika

伊戈爾·什瓦伊卡（烏克蘭語：Ігор Олександрович Швайка；1976年2月25日—）是烏克蘭的一位右派政治人物，曾經擔任烏克蘭農業政策和食品部長。他在2012年烏克蘭國會選舉中代表全烏克蘭聯盟「自由」當選國會議員。他在2014年2月就任農業政策和食品部長。在2014年10月的國會選舉中，他未能當選，因此辭去部長職務。他三次結婚，有一女一兒。